# Теологос (Тасос)
Вижте пояснителната страница за други значения на Теологос.
Теологос (на гръцки: Θεολόγος) е село на остров Тасос в Северна Гърция.

## География
Селището е разположено в центъра на острова, на 240 m надморска височина в южното подножие на планината Ипсарио.

## История
Селището вероятно е основано след падането на Константинопол от бежанци от града. За това говорят запазените фамилии Нотарас, Кантакузинос, Комнинос, както и имената на старите селища разположени на 3 – 4 km южно – Ано и Като Политес (Горни и Долни Граждани). В Като Политес са запазени останките на църквата „Свети Харалампий“, а в Ано Политес – на „Свети Константин“. В църквата „Въведение Богородично“ има стенописи от XV век, а „Света Богородица“ е от преди 1633 година. В нея има запазени стенописи от XVII век. Заселването на сегашното място става в началото на XVIII век поради пиратски нападения. Гробищната църква на Долната махала – Като Теологос, „Свети Николай“ е от 1860 година, а на Горната – Ано Теологос, „Свети Йоан Предтеча“ – от 1899 година. Край селото се намира и църква от 1866 година „Свети Георги Палирски“, а „Свети Безсребреници“ е от 1890 година.
На австро-унгарската военна карта е отбелязано като Seologos (Tolos).
Селото традиционно произвежда маслини, зехтин и мед. След Втората световна война има миграция към крайбрежните селища и големите градове.
| Име               | Име                | Ново име  | Ново име  | Описание                    |
| ----------------- | ------------------ | --------- | --------- | --------------------------- |
| Ага Лакос         | Αγᾶ Λάκκος         | Врахорема | Βραχόρεμα | река                        |
| Абас              | Άμπὰς              | Пединон   | Πεδινόν   |                             |
| Царласа           | Τσαρλασᾶ           | Дримос    | Δρυμός    |                             |
| Ак Абас           | Ακ Αμπὰς           | Хамилон   | Χαμηλόν   |                             |
| Ак Демир Халкас   | Ακ Δεμὶρ Χαλκᾶς    | Мармара   | Μάρμαρα   |                             |
| Вигла Стималалуди | Βίγλα Στιμαλαλούδη | Скепастон | Σκεπαστόν |                             |
| Цуцула            | Τσουτσούλα         | Трикорфон | Τρίκορφον | връх ЮИ от Теологос (854 m) |
| Кавалезос         | Καβαλέζος          | Лофион    | Λοφίον    | местност ЮИ от Теологос     |
| Сунгрос Певкос    | Σόγκρος Πεῦκος     | Певкон    | Πευκών    |                             |

Ано Теологос
| Година    | 1913 | 1920 | 1928 | 1940 | 1951 | 1961 | 1971 | 1981 | 1991 | 2001 | 2011 | 2021 |
| --------- | ---- | ---- | ---- | ---- | ---- | ---- | ---- | ---- | ---- | ---- | ---- | ---- |
| Население | 1516 | 1631 |      |      |      |      |      |      |      |      |      |      |

Като Теологос
| Година    | 1913 | 1920 | 1928 | 1940 | 1951 | 1961 | 1971 | 1981 | 1991 | 2001 | 2011 | 2021 |
| --------- | ---- | ---- | ---- | ---- | ---- | ---- | ---- | ---- | ---- | ---- | ---- | ---- |
| Население | 1068 | 452  |      |      |      |      |      |      |      |      |      |      |

Теологос
| Година    | 1913 | 1920 | 1928 | 1940 | 1951 | 1961 | 1971 | 1981 | 1991 | 2001 | 2011 | 2021 |
| --------- | ---- | ---- | ---- | ---- | ---- | ---- | ---- | ---- | ---- | ---- | ---- | ---- |
| Население |      |      | 1772 | 1996 | 1916 | 1927 | 1132 | 918  | 1124 | 731  | 636  | 515  |

## Личности
Родени в Теологос
- Георгис Метаксас, водач на Тасоското въстание от 1821 година
- Николаос Ламбирис (Νικόλαος Λαμπίρης), гръцки андартски деец, роден в Теологос, агент от трети ред, четник в Ениджевардарско, после учител в Енидже Вардар, след това лежи в затвор до Младотурската революция[14]